# Monochamus alboapicalis
Monochamus alboapicalis là một loài bọ cánh cứng trong họ Cerambycidae.